# Джунюен
Джунюен (на китайски: 中原; на пинин: Zhōngyuán) е историческа област в Китай.
Тя обхваща западните части на Севернокитайската равнина – в най-тесен смисъл наименованието Джунюен, което означава „Централна равнина“, се отнася за съвременната провинция Хънан и съседните части на Хъбей, Шанси и Шандун. Понякога към Джунюен се отнасят също и Гуанджун, северозападната част на Дзянсу и части от Анхуей и Хубей. Джунюен играе важна роля в китайската история – тук управлява митичната династия Ся и тук се намира древната столица Луоян.